# Plataforma C1
La Plataforma C1 de Fiat es una plataforma para automóviles del segmento C desarrollada por Fiat S.p.A. Debutó en el Fiat Bravo en 1995. El desarrollo de la plataforma comenzó varios años antes tomando como base la plataforma Tipo 2. Su denominación hace referencia al segmento de vehículos que la portarán. Sobre la experiencia de la C1, se desarrolló posteriormente una plataforma completamente nueva denominada plataforma C2 usada por primera vez en 2001 en el Fiat Stilo, que progresivamente la sustituiría.

## Historia
La primera serie se conoce como C1, donde el "1" indica la primera generación de esta plataforma. El diseño de la suspensión incluye ruedas independientes delante, un sistema MacPherson y ruedas independientes detrás, brazos de arrastre, un resorte helicoidal y una barra estabilizadora. Se utilizó por primera vez en 1995 con los modelos Bravo y Brava.

Había muy pocas diferencias con la plataforma anterior, el "Tipo 2", de la que tomó prestados el piso central trasero, los puntales delanteros y el diseño de la suspensión delantera y trasera. Tanto es así que prácticamente se considera un derivado cercano del original y también se conoce como "Tipo 2 rev 2".

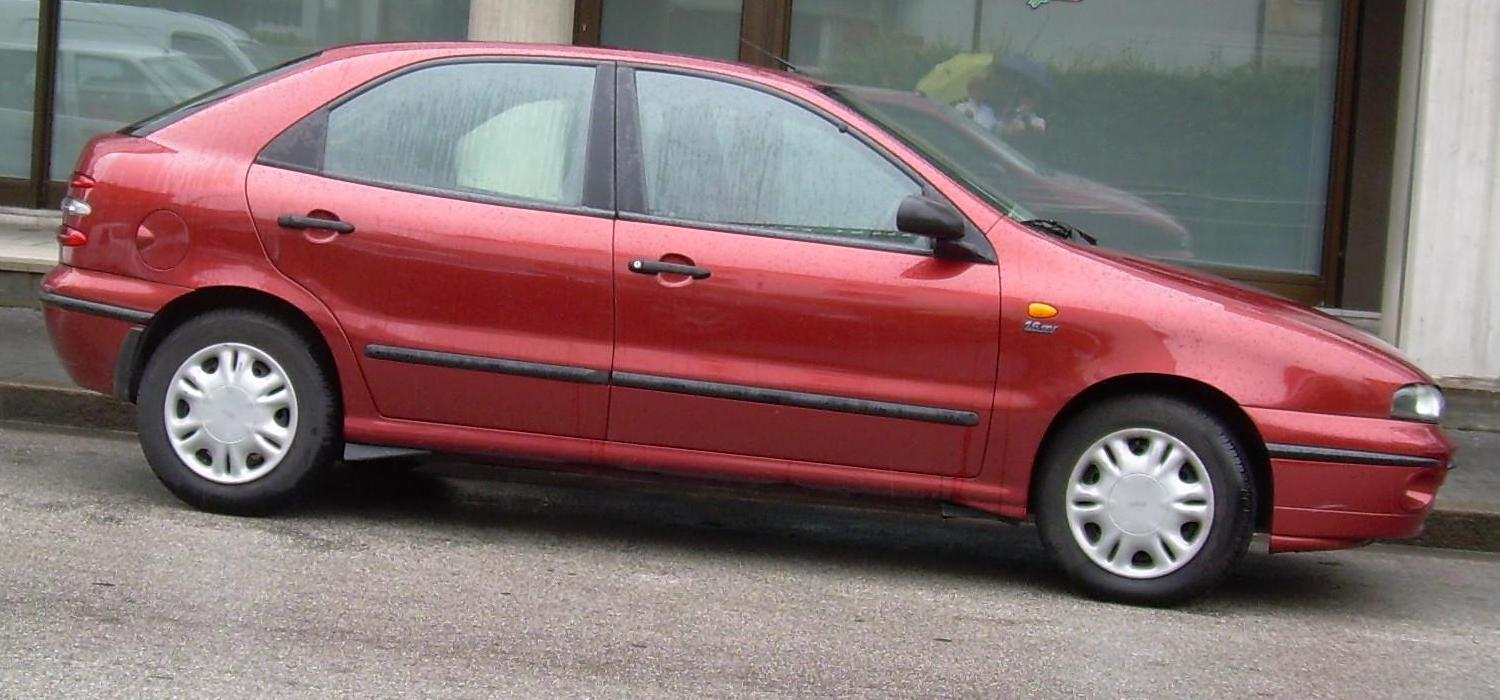
Fiat Brava en rojo

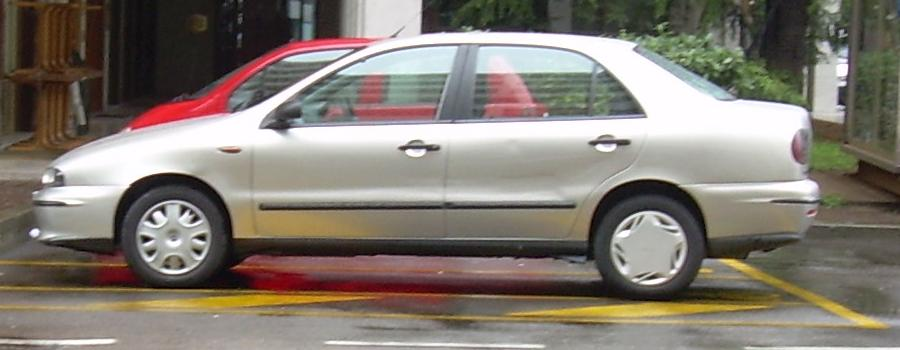
Fiat Marea sedán

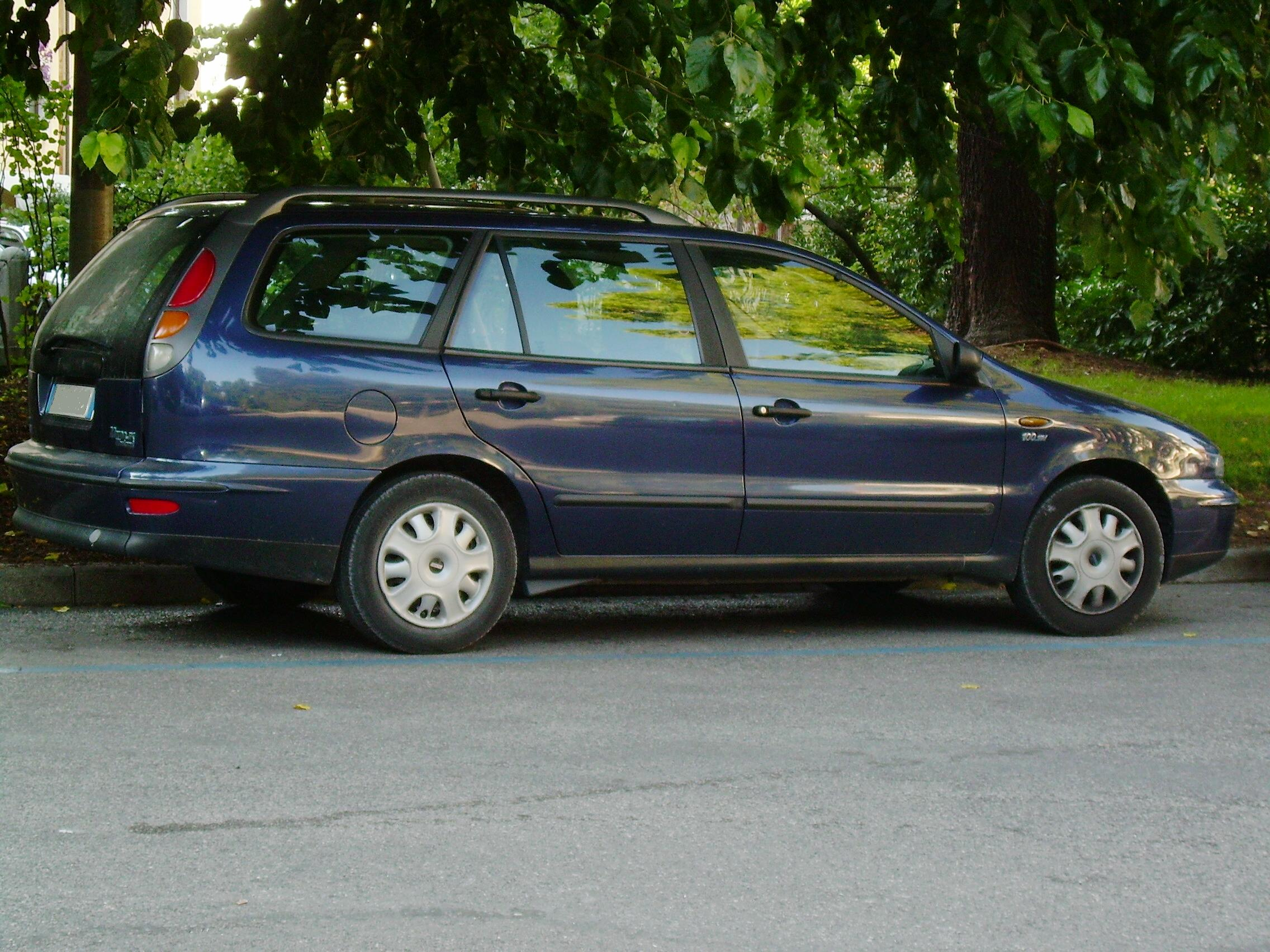
Fiat Marea Weekend

Fue desarrollada a principios de los años 90 para los coches de tamaño mediano del grupo. Derivado en parte de la plataforma Tipo 2, que era usada por numerosos automóviles como la segunda generación del Lancia Delta, el Alfa Romeo 155, el Fiat Tipo o el Fiat Tempra. El motor estaba montado en posición delantera transversal y de tracción delantera.
En 1998, se propuso una versión completamente revisada de la carrocería con el debut del Fiat Multipla, denominado "C1 Sandwich", caracterizado por una estructura de piso más ancha y más similar a una estructura en forma de caja. Retomaba sustancialmente las suspensiones reforzadas del Brava.
Para la seguridad activa de los tres pasajeros delanteros del Multipla, en caso de un fuerte impacto frontal, el motor no podía desplazarse hacia el habitáculo, sino que se deslizaba por debajo.
Los principales motores instalados eran gasolina y diésel de 4 cilindros, desde el FIRE de 1.2 litros hasta el JTD common rail de 1.9 litros. Algunos coches, como el Marea, también ofrecían opciones de transmisión manual de 6 velocidades y motores de gasolina o turbodiésel de 5 cilindros (el 2.0 litros de 20 válvulas y el 2.4 litros JTD). En Brasil, gracias a una ligera modificación en el frontal, también estaban disponibles un motor de 2.4 litros (también de 5 cilindros) y un 2.0 litros Turbo de 20 válvulas.
Los motores podían ser de gasolina, diésel o de doble combustible, con cilindradas de hasta 2,5 litros (153 plg³) de cinco cilindros en línea, acoplados a una transmisión manual de 6 velocidades.
El Alfa Romeo 156  y el Lancia Lybra  utilizaron una versión desarrollada de la plataforma C1, denominada "Tipo Dos rev. 3" o "Type Two rev. 3", con una distancia entre ejes más larga y una configuración de suspensión diferente: suspensión de doble horquilla en el eje delantero y suspensión MacPherson en el trasero para el Alfa Romeo; suspensión multibrazo trasera BLG ("Bracci Longitudinali Guidati", que significa "Brazos Longitudinales Guiados") para el Lancia. El Alfa Romeo 147 y el Alfa Romeo GT se derivaron de la plataforma del 156 y conservaron su configuración de suspensión. Las versiones familiares del 156 y del Lybra también estaban disponibles con suspensión trasera hidroneumática autonivelante Boge-Nivomat. El Alfa 156, con sus modelos Sportwagon Q4 y Crosswagon Q4, es el único coche basado en la plataforma C1 con tracción total.   
El chasis del Lancia Lybra se revisó tanto para la mayor distancia entre ejes como para la adopción de una suspensión trasera diferente (tipo BLG, de "Brazos Longitudinales Guiados") y para algunos refuerzos en la estructura delantera (intervenciones que también se incorporaron en la segunda serie del Marea en 1999), que pasó a denominarse Tipo 2 rev 3 o Type Two rev.3.
De él también se derivaron, con modificaciones más importantes, los chasis de los Alfa Romeo 156, 147 y GT, en los que se adoptaron suspensiones de mayor rendimiento: delantera cuadrilátera alta y trasera de "tribrazo" inspirada en las del Lancia Delta HF Integrale, similar a la MacPherson, así como para una revisión de la estructura delantera para mejorar la absorción de impactos.[cita requerida]

## Fábricas
Los vehículos con plataforma C1 se han ensamblado en las plantas de Fiat Cassino, Alfa Romeo Arese, Fiat Pomigliano d'Arco, Fiat Rivalta, Fiat Betim, GM Rayong y TOFAŞ. La plataforma C1 en su versión Space Frame para el Multipla se ensambló en la histórica fábrica de Fiat Mirafiori en Turín.

## Aplicaciones
- Fiat Bravo/Brava/Marea de 1995, (reducida)
- Fiat Marea Weekend de 1996 (extendida)
- Alfa Romeo 156 de 1996 (extendida Type Two rev. 3)
- Fiat Multipla de 1998 (Space Frame)
- Lancia Lybra de 1998 (extendida Type Two rev. 3)
- Alfa Romeo 147 de 2000 (reducida Type Two rev. 3)
- Alfa Romeo GT de 2003 (normal Type Two rev. 3)

Modelos representativos:
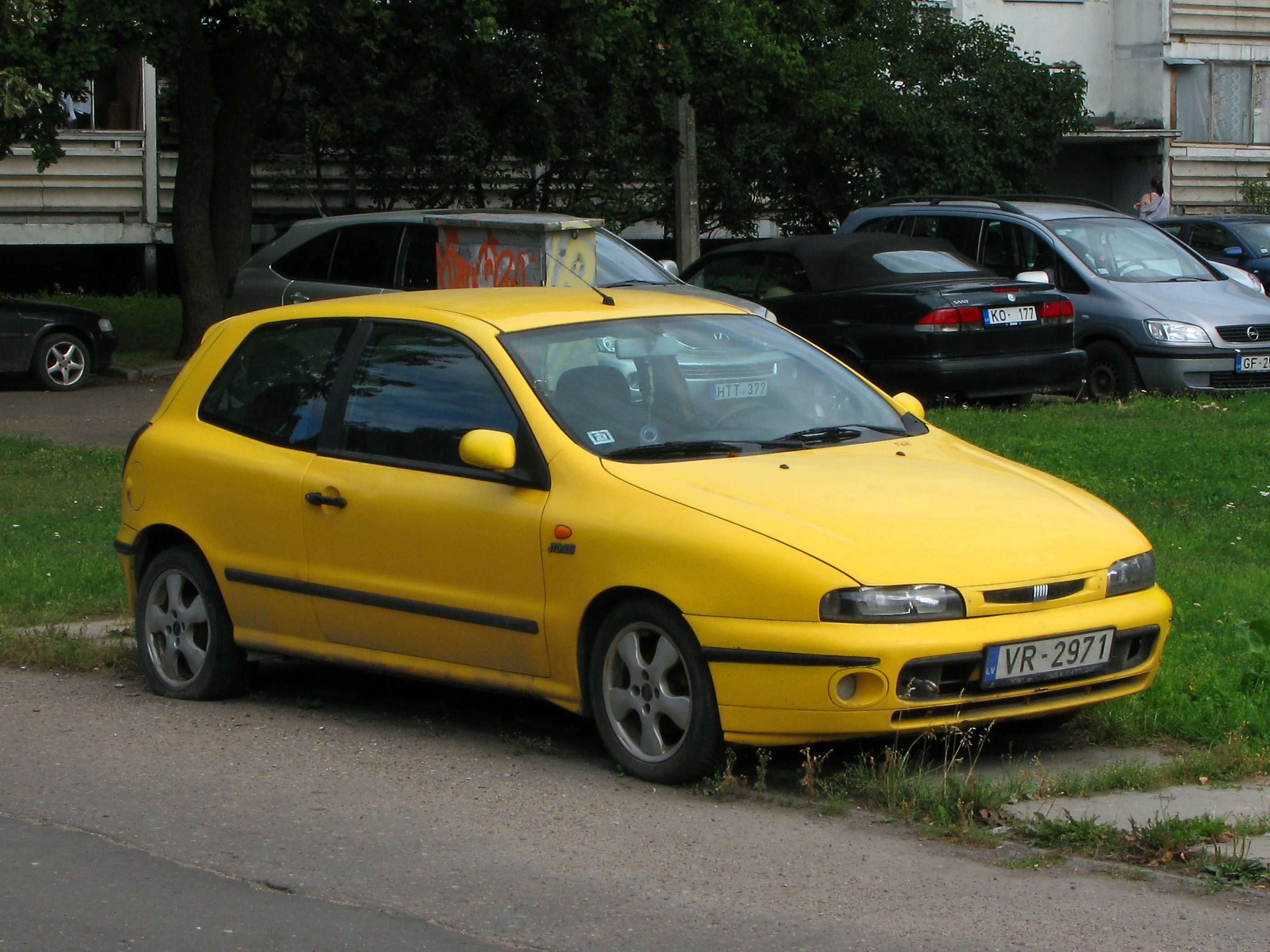
Fiat Bravo (fase 2)
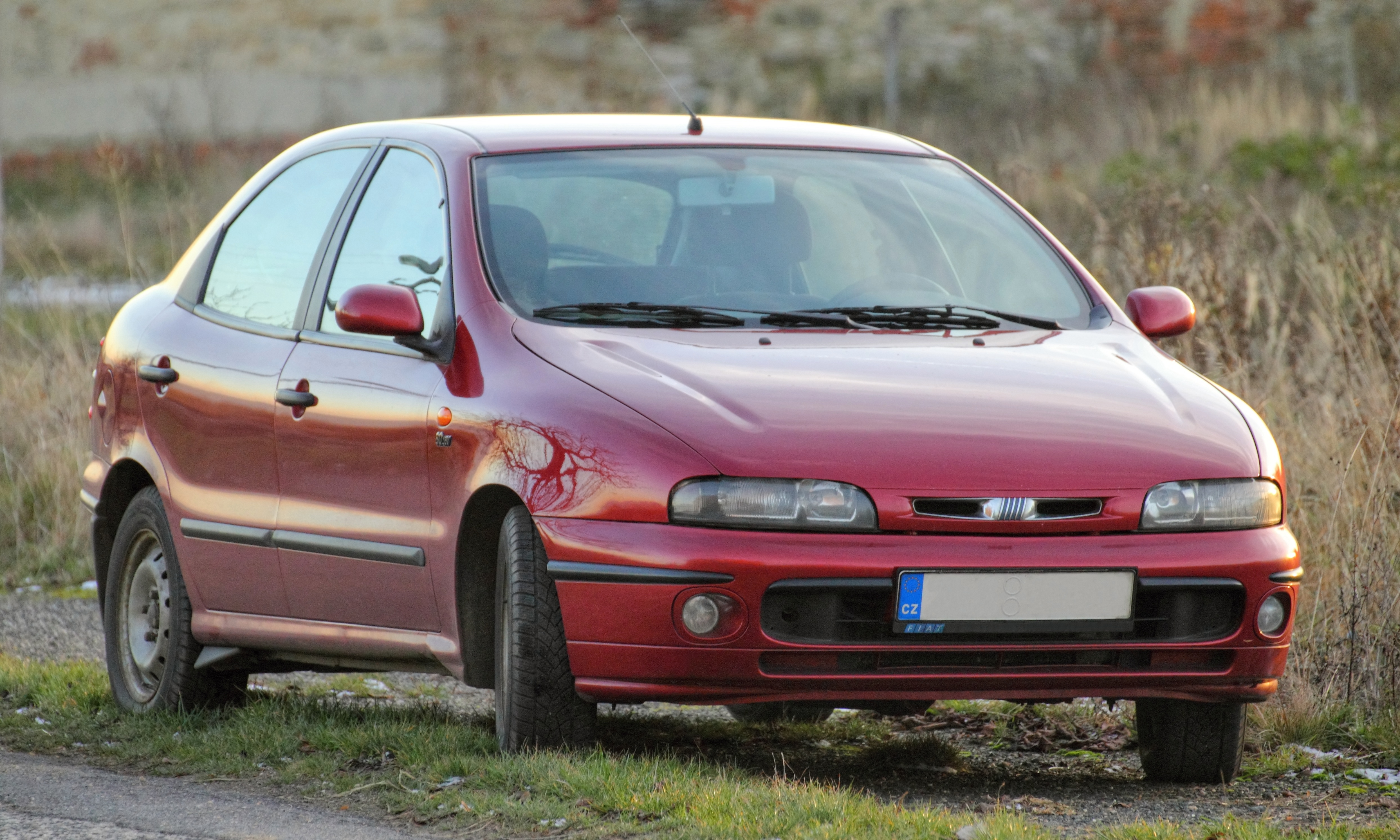
Fiat Brava (fase 2)
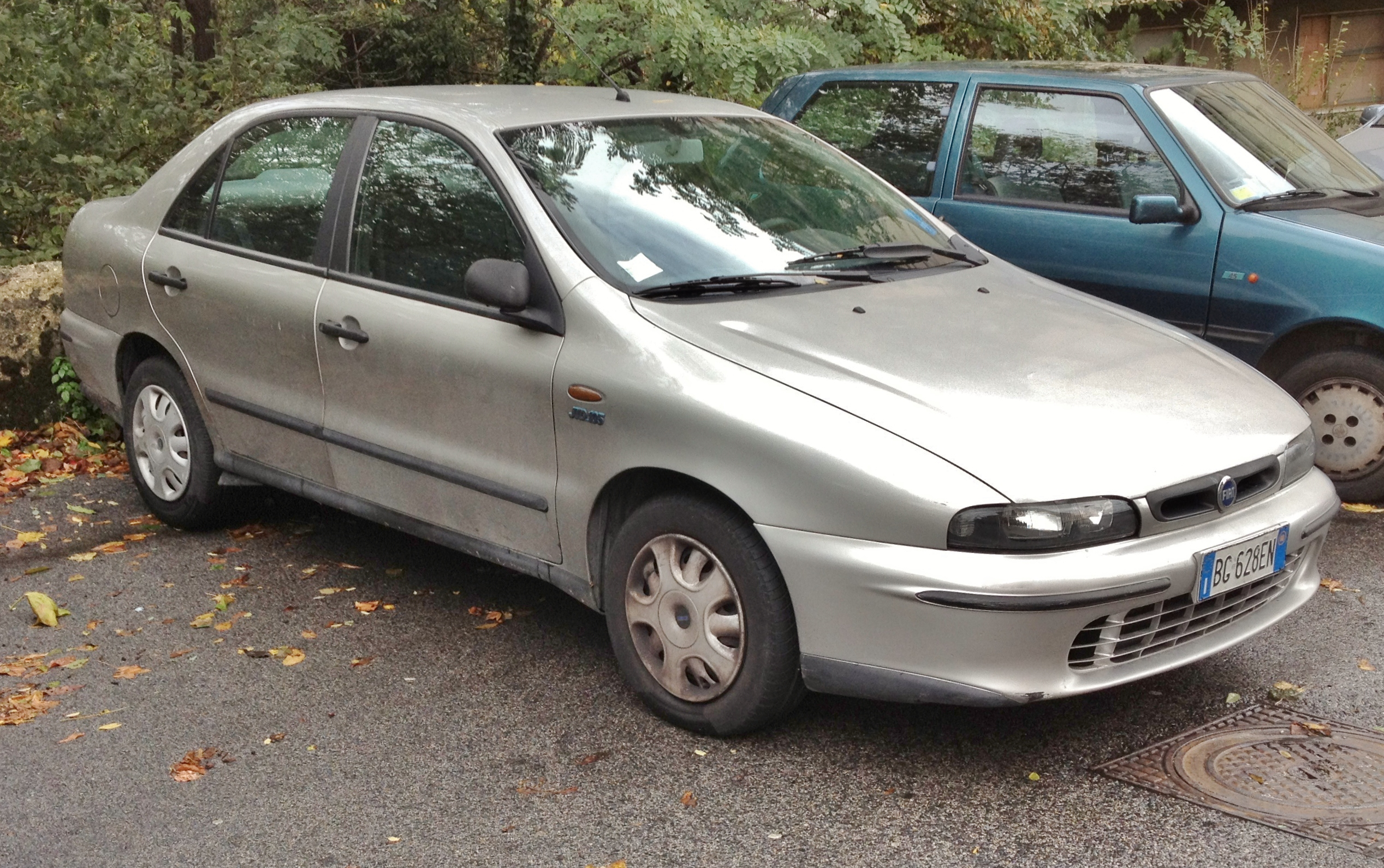
Fiat Marea (fase 2)
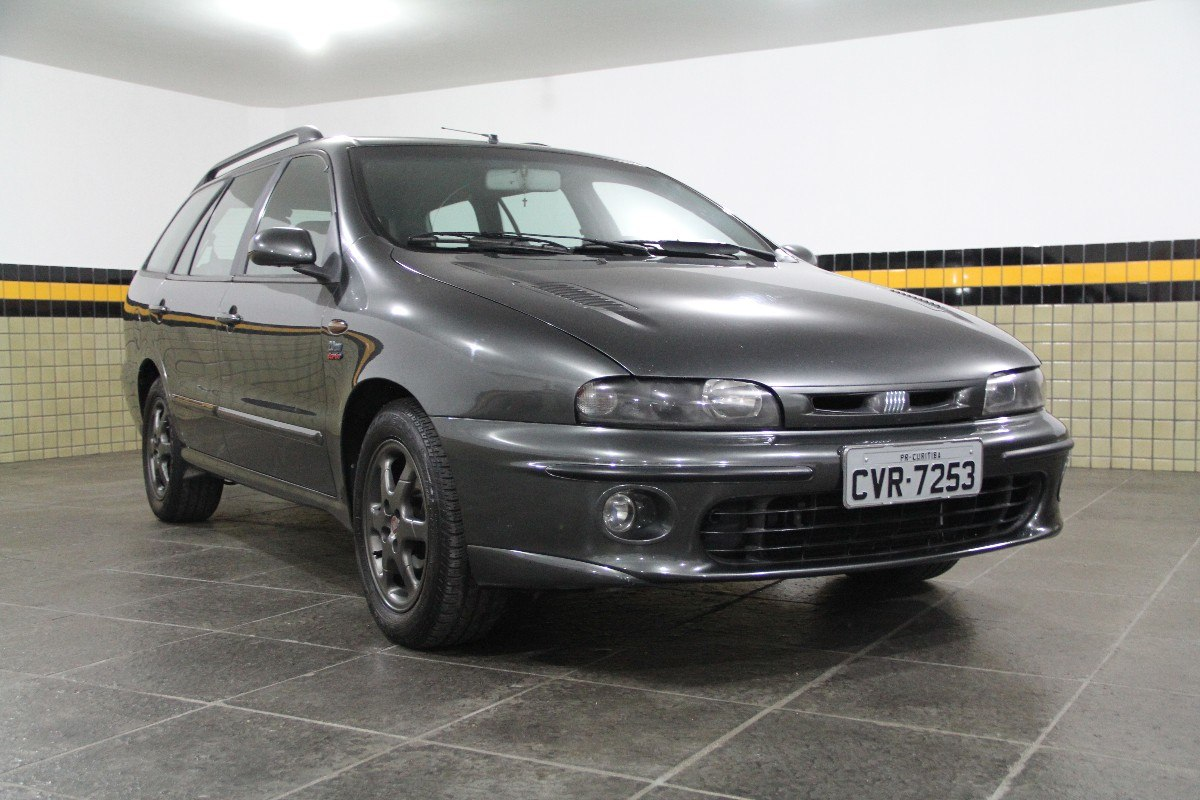
Fiat Marea Weekend/Marengo (fase 2) (Brasil)
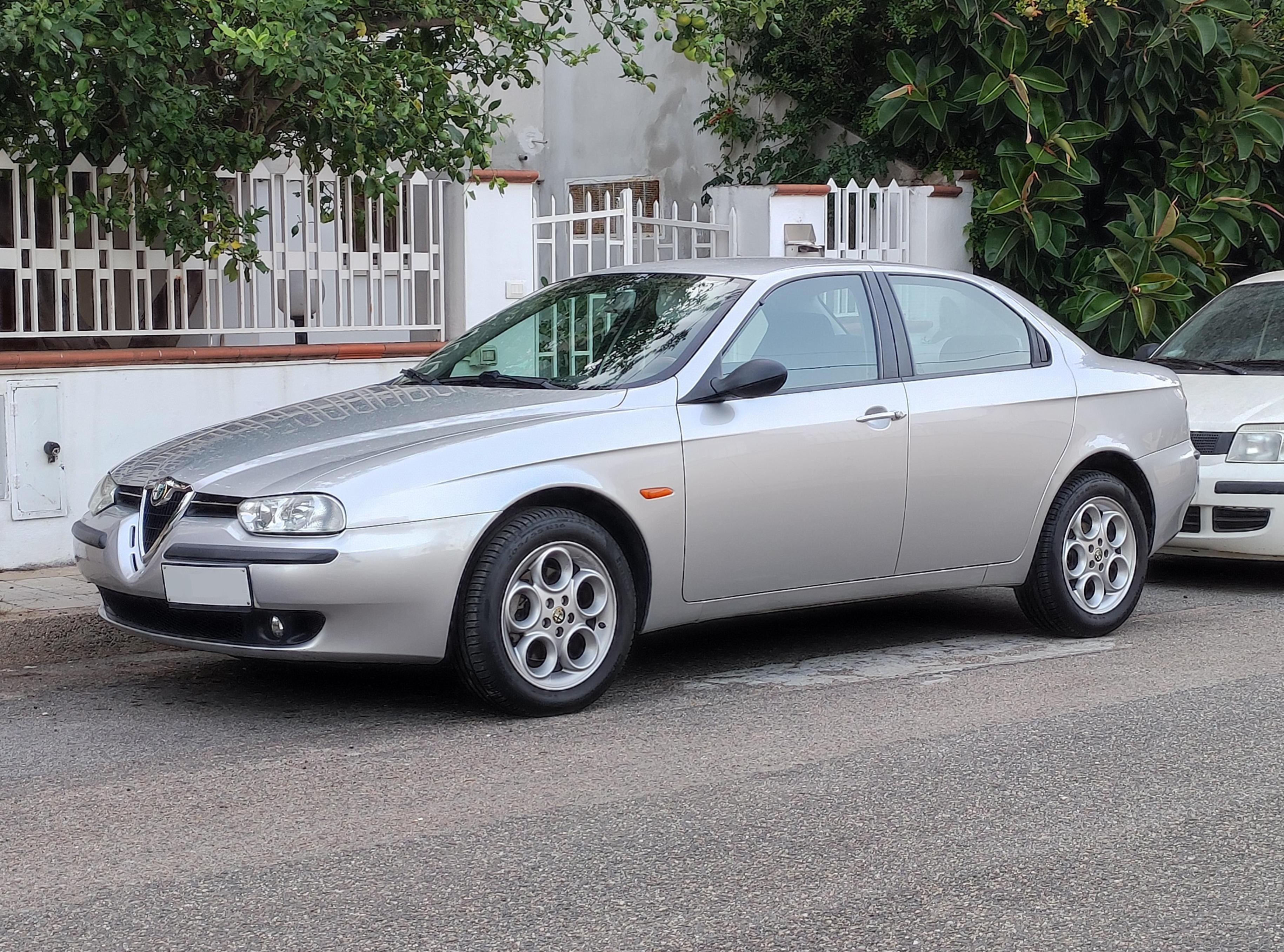
Alfa Romeo 156 sedán
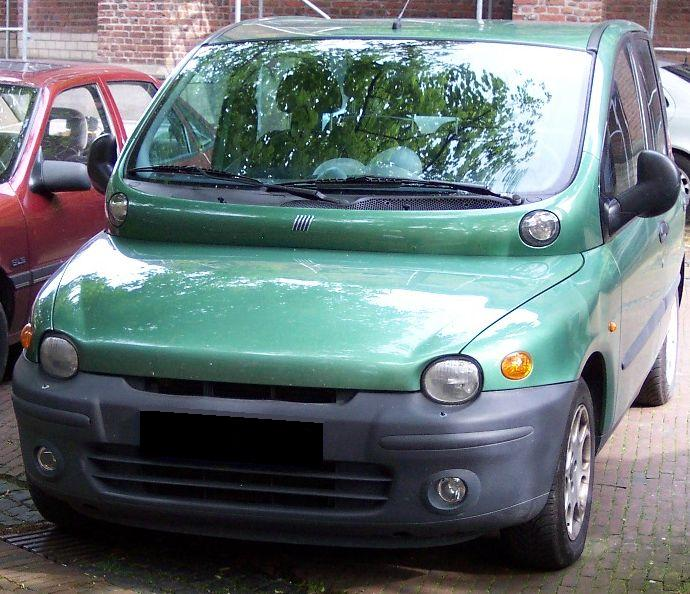
Fiat Multipla (fase 1)
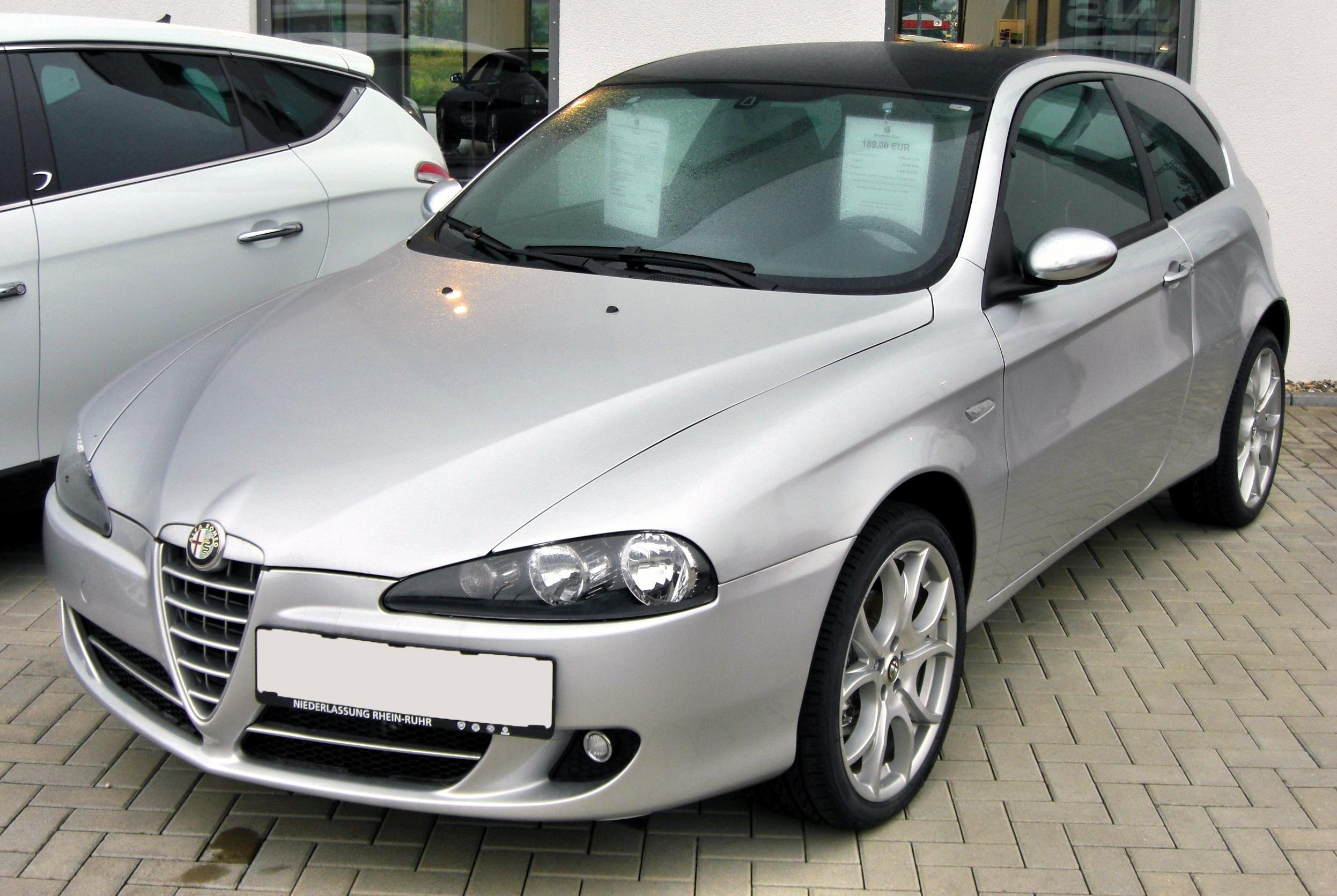
Alfa Romeo 147 II rediseñado
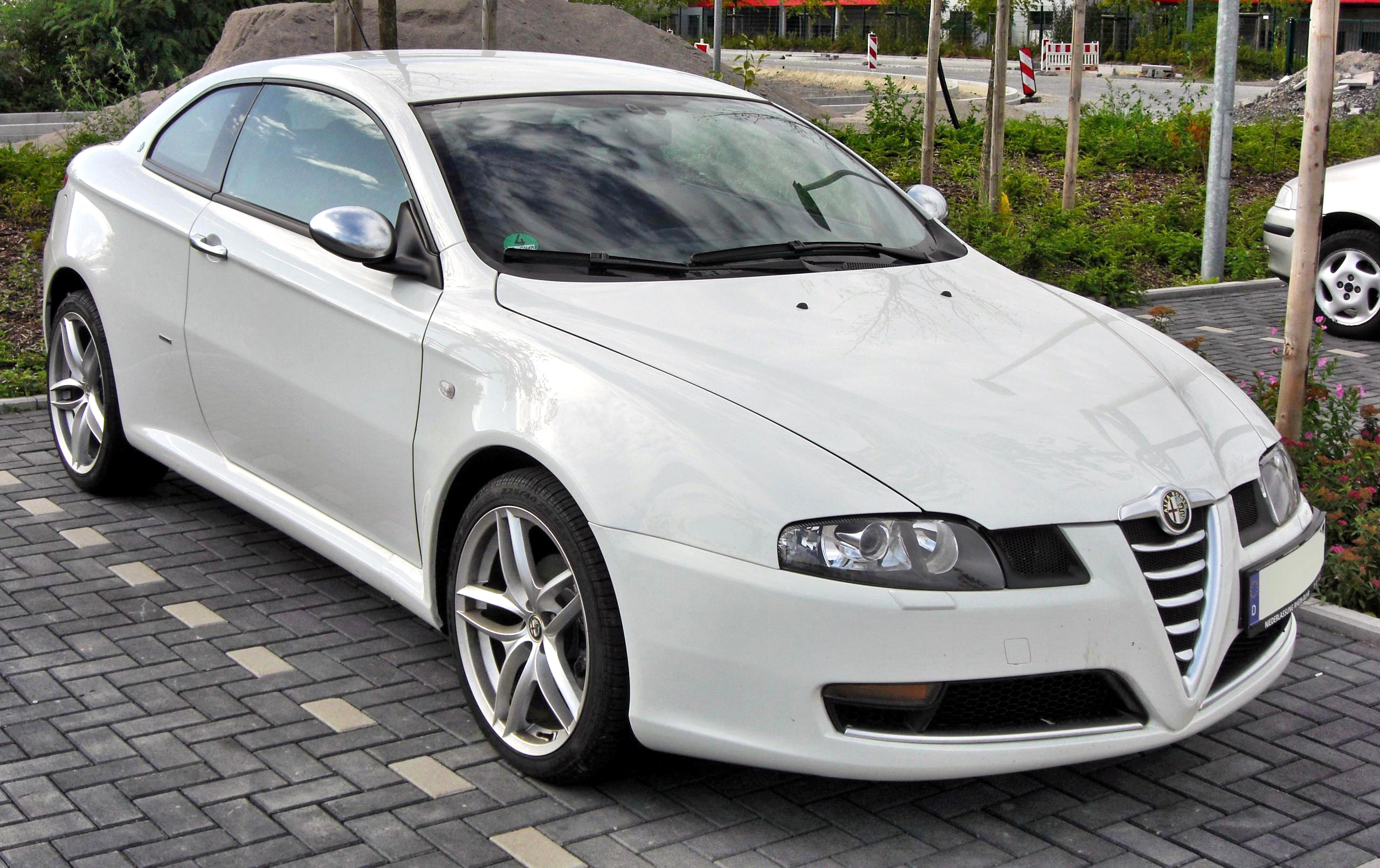
Alfa Romeo GT
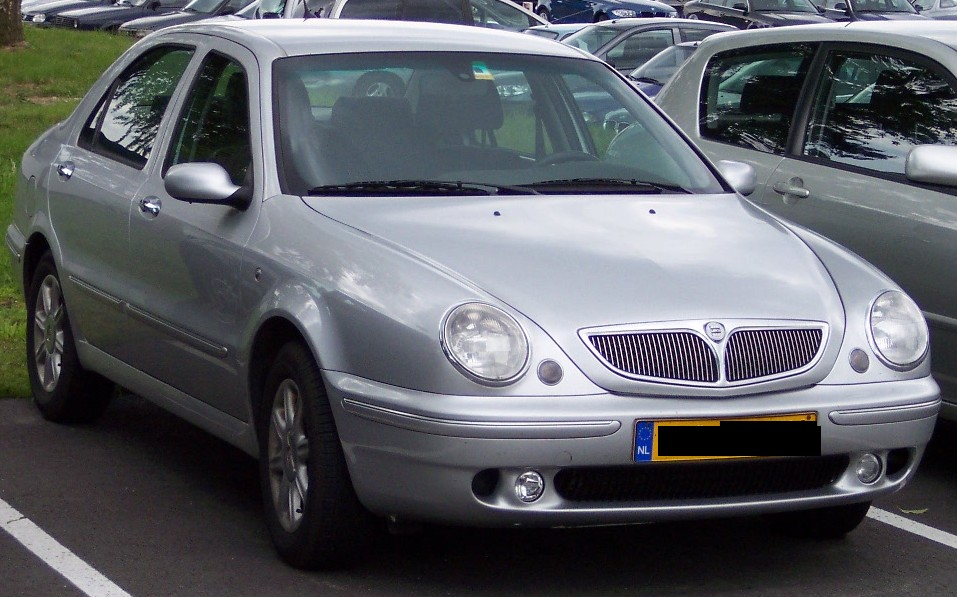
Lancia Lybra